# Пандемија ковида 19 у Северној Рајни-Вестфалији
Овај чланак описује пандемију ковида 19 у немачкој савезној држави Северна Рајна-Вестфалија . Та савезна држава је најнасељенија од свих осталих 15 држава немаче, са 18 милиона становникаОд почетка пандемије па до сада било је 8 милиона заражених и 31 хиљада мртвих. Први људи заражени ковидом пронађени су у Северној Рајни-Вестфалији 24. и 25. фебруара 2020. године. Од почетка пандемије у Немачкој и Северној Рајни-Вестфалији, округ Хајнсберг је посебно тешко погођен.[2] У јуну 2020. „највећи догађај заразе“ у Немачкој до сада се догодио у округу Гитерсло.[3][4]
До 11. априла 2020. године, 23.644 особе које живе у Северној Рајни-Вестфалији биле су заражене новим коронавирусом.[5] Средином јула било је скоро 45.000, а почетком децембра преко 300.000.